# Agesander
Agesander is een geslacht van rechtvleugeligen uit de familie veldsprinkhanen (Acrididae). De wetenschappelijke naam van dit geslacht is voor het eerst geldig gepubliceerd in 1878 door Stål.

## Soorten
Het geslacht Agesander  is monotypisch en omvat slechts de volgende soort:
- Agesander ruficornis (Stål, 1878)